# Fernanda Takai
Pour les articles homonymes, voir Takai (homonymie).
Fernanda Barbosa Takai (née le 25 août 1971) est une chanteuse brésilienne, plus connu en tant que chanteuse et guitariste du groupe de rock Pato Fu. Elle a également une carrière solo depuis 2007.
En 2011, elle a collaboré avec Atom™, Toshiyuki Yasuda, et Moreno Veloso sur la piste Aguas de Março pour les Red Hot Organization. L'album est suivi en 1996 de Red Hot + Rio. Les produits de la vente seront reversés à sensibiliser à la lutte contre le SIDA/VIH.

## Sa vie et sa carrière
Née à Serra do Navio, Amapá, Takai a été élevée à Belo Horizonte, Minas Gerais. Elle est à moitié japonaise du côté de son père et à moitié portugaise du côté de sa mère. 
En 1995, Fernanda a épousé un compagnon de bande et musicien, John Ulhoa, avec qui elle a une fille nommée Nina.
Depuis 2007, elle développe une carrière solo, mais n'a pas abandonné Pato Fu.

## Discographie

### Pato Fu
- Rotomusic de Liquidificapum (1993)
- Gol de Quem? (1994)
- Tem Mas Acabou (1996)
- Televisão de Cachorro (1998)
- Isopor (1999)
- Ruído Rosa (2001)
- Toda Cura para Todo Mal (2005)
- Daqui Pro Futuro (2007)
- Música de Brinquedo (2010)
- Não Pare Pra Pensar (2014)

### Solo
- Onde Brilhem os Seus Olhos (2007)
- Luz Negra (2009)
- Fondamentaux (2012) (avec Andy Summers)
- Na Medida ne Impossível (2014)
- O Tom da Takai (2018) (avec Roberto Menescal et Marcos Valle)

### Featurings
- Herbert Vianna – O Som do Sim (2000)
- Divers – Um Barzinho, messagerie unifiée Violão: Jovem Guarda (2005)
- Divers – Renato Russo - Uma Celebração Multishow - Ao Vivo (2006)
- Clã – Cintura (album) (2007)
- Divers – Um Barzinho, Messagerie Unifiée Violão - Novela 70 (2008)
- Projecto Fuga – 01 (2008)